# 삼향역
삼향역(三鄕驛)은 조선민주주의인민공화국 함경북도 명간군에 위치한 평라선의 철도역이다.

## 연혁
- 1931년 9월 10일: 영안역(永安驛)으로 영업 개시[1]
- 일자 불명: 삼향역으로 개칭